# 岡安泰樹
岡安 泰樹（おかやす たいじゅ、1970年12月13日 - ）は、日本の俳優、タレント。埼玉県出身。身長167cm。埼玉県立川口工業高等学校卒業。現在の所属事務所はパイプライン。

## 略歴
中学三年生のときに観たテレビドラマ『ハーフポテトな俺たち』主演の中山秀征に憧れて芸能界入りを決意し、中山の所属する渡辺プロダクション（現・ワタナベエンターテインメント）のオーディションを受ける。中山のことを「兄のような存在」と慕い、自身が事務所を移籍した後も親交がある。
1988年に映画『SO WHAT』でデビュー。『愛しあってるかい!』、『はいすくーる落書2』などの学園ドラマにレギュラー出演するほか、「おかっきー」という愛称でバラエティ番組にも多く出演。アイドル雑誌に取り上げられることもあった。
20代からは俳優業を中心に活動。1997年に舞台『THE WINDS OF GOD』に出演し、原作・主演の今井雅之が制作に関わる作品に多く出演する。今井とは私生活でも交友がある。
2011年、演劇ユニット「魂×④」（コンタマ）の舞台作品『心にきらり』の演出を手がける。

## 出演

### テレビドラマ
- 土曜ドラマ ときめき宣言（1989年2月、NHK）
- 愛しあってるかい!（1989年10月 - 12月、フジテレビ）
- はいすくーる落書2（1990年7月 - 9月、TBS） - 梶原まさる 役
- 東京ストーリーズ「少女Aより愛をこめて」（1990年8月、フジテレビ）
- 世にも奇妙な物語「この気持ち伝えて」（1991年8月、フジテレビ）
- 劇的空間 卒業（1992年3月、日本テレビ）
- ザ・テレビジョン10周年記念ドラマスペシャル 〜悲しいほどお天気〜（1992年9月、フジテレビ）
- NIGHT HEAD 第5話（1992年11月、フジテレビ）
- いちご白書（1993年1月 - 3月、テレビ朝日） - 佐藤純一 役
- ひとつ屋根の下（1993年4月 - 6月、フジテレビ）
- クニさんちの魔女たち（1994年4月 - 6月、テレビ朝日）
- 海が見たいと君が言って（1994年9月、フジテレビ） - 新本 役
- 連続テレビ小説 春よ、来い 第一部（1994年10月 - 1995年3月、NHK） - 淡野昭 役
- ハートにS 第12回「幸子ちゃん」（1995年7月、フジテレビ）
- いつかまた逢える（1995年7月 - 9月、フジテレビ）
- 月曜ドラマスペシャル バスガイド愛子3（1995年11月、TBS）
- HEN ちずるちゃんとあずみちゃん（1996年5月 - 6月、テレビ朝日） - 唐沢寿明 役
- 3番テーブルの客 第7回（1996年12月、フジテレビ）
- 金曜エンタテイメント 噂の女人情詐欺師 早苗とたまき・涙の事件簿（1996年12月、フジテレビ）
- 踊る大捜査線 第8話（1997年2月、フジテレビ） - 渋谷優太
- 世にも奇妙な物語 秋の特別編「無実の男」（1997年10月、フジテレビ）
- 土曜ワイド劇場 「繭の密室」連続殺人事件（1998年1月、テレビ朝日）
- ブラザーズ（1998年4月 - 6月、フジテレビ）
- 月曜ドラマスペシャル 西伊豆人情ツアー御手洗華子の事件日誌（1999年1月、TBS）
- 大河ドラマ 元禄繚乱 第46話 - 48話（1999年11月 - 12月、NHK） - 茅野常成 役
- はみだし刑事情熱系Part4 第12話（2000年1月、テレビ朝日）
- 一絃の琴 第1話（2000年3月、NHK）
- 別れる2人の事件簿 第3話（2000年5月、テレビ朝日）
- 少年は鳥になった（2001年4月、TBS）
- プラトニック・セックス -娘の叫び! 親の涙…そして親子の闘いが始まる- （2001年9月、フジテレビ） - ディレクター 役
- TOYD（2002年3月、WOWOW）
- 愛なんていらねえよ、夏 第7話（2002年8月、TBS）
- 高原へいらっしゃい 第4話（2003年7月、TBS）
- 産隆大學應援團 第1話（2005年2月、フジテレビ）
- 土曜ワイド劇場 炎の警備隊長・五十嵐杜夫4（2006年6月、テレビ朝日） - 中村聡一 役
- 水曜ミステリー9 ハマの子宝先生〜24時殺意の産声〜（2006年7月、テレビ東京） - 熊谷刑事 役
- 現代に甦った闇の死置人 あなたの怨み晴らします（2007年1月、日本テレビ）
- ザ・ライバル「少年サンデー・少年マガジン物語」（2009年5月、NHK）
- 不毛地帯 第5話 - 8話（2009年11月 - 12月、フジテレビ） - 近畿商事社員 役
- 警視庁ゼロ係〜生活安全課なんでも相談室〜 THIRD SEASON 第6話（2018年9月、テレビ東京）
- サイン-法医学者 柚木貴志の事件-（2019年、テレビ朝日） - 柚木啓介 役
- 特捜9 season3（2020年、テレビ朝日） - 朝井智之 役
- 二月の勝者-絶対合格の教室- 第2話（2021年10月、日本テレビ）
- 日本沈没-希望のひと-（2021年10月 - 12月、TBS） - 総理大臣秘書官 役[6]
- マイファミリー（2022年4月10日 - 、TBS）
- 悪女（わる）働くのがカッコ悪いなんて誰が言った? 第2話（2022年4月20日、日本テレビ） - 奥山智則 役
- 嫌われ監察官 音無一六 season1 第6話（2022年6月10日、テレビ東京）- 柳田晴彦 役
- 刑事7人 Season8（2022年） - 青柳道夫 役
- クロサギ (2022年のテレビドラマ)（2022年） - 馬場一郎 役
- あなたの恋人、強奪します。 第7話・第8話（2024年5月26日・6月2日、朝日放送テレビ） - 調停委員 役[7]
- 全領域異常解決室 第9話（2024年12月11日、フジテレビ） - 佐野昭雄 役[8]

### 映画
- SO WHAT（1988年）
- ワンルーム・ストーリー（1991年）
- 右向け左!自衛隊へ行こう（1995年） - 赤木俊治 役
- ラブ&ポップ（1998年） - オダギリ 役
- シン・レッド・ライン（1999年）
- 自殺サークル（2002年） - 警察関係者 役
- ハッシュ!（2002年） - ヒロ 役
- あずみ（2003年） - 長政の家来 役
- SUPPINぶるうす ザ・ムービー（2004年） - 三好文佐久 役
- シャトー・デ・ローゼス（2005年） - ケンジ 役
- 地獄プロレス（2005年） - 黒岩 役
- ジェネラル・ルージュの凱旋（2009年） - 中島衛 役
- 手をつないでかえろうよ〜シャングリラの向こうで〜（2016年） - 平岡修一郎 役
- 麻雀覇道伝説 天牌外伝2（2018年） - 医師

### 舞台
- THE WINDS OF GOD（1997年/2005年 - ） - 山本勉（少尉） 役
- バッティングセンター（2000年）
- ゼロ番区（2001年/2005年） - 今西 役
- "MAKOTO"〜ゆく年くる年 Hello、X'mas〜（2002年）
- ギャグの穴〜2008〜（2008年）
- 知らない彼女（2011年）
- モナリザの左目（知らない彼女：改題）（2012年）

### バラエティ
- トキメキおちゃめ組（1991年、テレビ東京） - 番組アシスタント
- トキメキ応援TV（1991年、テレビ東京）
- 雲と波と少年と（2003年1月 - 2月、日本テレビ） - 「なつかし博物館へようこそ」ナレーション